# Мамедов, Ульви
Ульви Мамедов (род. 10 февраля 1999) — азербайджанский каратист.

## Ранняя жизнь и образование
Ульви Мамедов родился 10 февраля 1999 года в городе Сумгаите. С ранних лет он проявлял интерес к спорту, что привело его к занятиям карате. Ульви с ранних лет освоил основные принципы этого вида спорта и быстро начал развиваться в этом направлении. Завершив среднее образование, он поступил в Полицейскую академию Министерства внутренних дел Азербайджанской Республики, где получил юридическое образование и успешно завершил обучение. Во время учебы в академии он также развивал свои военные навыки и физическую подготовку, что позволило ему получить звание лейтенанта.

## Спортивная карьера
Ульви Мамедов является одним из каратистов, успешно представляющих Азербайджан на международной арене. В течение своей карьеры он достиг следующих значимых результатов:
- 2019 WSF Чемпионат Европы, Македония -  Бронзовая медаль: Этот медаль стал первым крупным успехом Ульви Мамедова и открыл ему путь к международному признанию.
- 2021 Fudokan Чемпионат Европы, Польша, Катовице -  Бронзовая медаль: Этот успех подтвердил его навыки в Fudokan.
- 2021 WKF Международный турнир, Гомель, Беларусь -  Золотая медаль: Ульви Мамедов одержал победу над соперниками и завоевал золотую медаль на этом турнире.
- 2022 WSF Чемпионат мира, Турция, Стамбул -  Серебряная медаль: На чемпионате мира Мамедов занял второе место, проиграв в финале, что подтвердило его статус одного из лучших спортсменов мира.
- 2023 WSF Чемпионат Азии, Иссык-Куль, Кыргызстан -  Серебряная медаль: Этот результат показал, что Мамедов является одним из лучших каратистов Азии.
- 2022 WSF Чемпионат мира, Чехия, Пардубице -  Золотая медаль: Победа на этом чемпионате принесла Мамедову титул чемпиона мира и стала важной вехой в его карьере.
- 2023 WSF Чемпионат Европы, Кранево, Болгария -  Золотая медаль: Мамедов еще раз подтвердил свой статус одного из лучших каратистов Европы.
- 2023 WSF Международный турнир, Батуми, Грузия -  Золотая медаль: На этом турнире в Батуми Ульви Мамедов одержал победу и посвятил свою победу Национальному герою Азербайджана Мубаризу Ибрагимову.

Достижения Ульви Мамедова на этом не заканчиваются. В октябре 2021 года он завоевал бронзовую медаль в командных поединках на 25-м чемпионате Европы по Fudokan в Катовице, Польша. Позже, в ноябре 2021 года, он выиграл серебряные медали на чемпионате мира по Шотокан карате в Турции и на открытом чемпионате Азии в Кыргызстане в 2022 году. В 2022 году он стал чемпионом мира на 12-м чемпионате мира, организованном Всемирной Шотокан Федерацией (WSF) в Пардубице, Чехия.

## Достижения и награды
Ульви Мамедов был признан спортсменом года в 2022 году Всемирной Федерацией Fudokan. Эта награда подтвердила его успехи в мире карате и его достижения на международной арене. Мамедов также был награжден медалями и дипломами на различных международных турнирах.
Согласно источникам, достижения Ульви Мамедова высоко оценены как спортивной общественностью, так и прессой. Ведущие азербайджанские информационные агентства, такие как AZERTAC и Real TV, опубликовали обширные статьи о его победах.

## Цитаты из прессы
- AZERTAC: "Ульви Мамедов занял первое место на международном турнире в Гомеле, Беларусь, подтвердив, что является самым сильным каратистом в весовой категории 84+ кг." (Источник)
- AZERTAC: "На 12-м чемпионате мира по Шотокан, организованном Всемирной Шотокан Федерацией в Пардубице, Чехия, Ульви Мамедов одержал победу во всех четырех поединках и завоевал титул чемпиона мира." (Источник)
- Moderator.az: "Ульви Мамедов завоевал серебряную медаль, защищая честь Азербайджана на чемпионате Азии в Иссык-Куле, Кыргызстан." (Источник)
- Sumqayıt24: "На 13-м чемпионате Европы, организованном Всемирной и Европейской Шотокан Федерациями (WSF/ESF) в Кранево, Болгария, капитан азербайджанской команды Ульви Мамедов, обладатель черного пояса 1-го дана и чемпион мира, одержал победу над четырьмя соперниками и стал чемпионом Европы." (Источник)

## Личная жизнь
Достижения Ульви Мамедова в спорте связаны с его военной карьерой. В настоящее время он служит лейтенантом в Вооруженных силах Азербайджана. Помимо карате, Мамедов серьезно занимается военной подготовкой и физическим развитием. Он удачно сочетает спортивные успехи с военной жизнью, служа примером для молодежи.